# 奈良県立法隆寺国際高等学校
奈良県立法隆寺国際高等学校（ならけんりつ ほうりゅうじ こくさい こうとうがっこう、英: Nara Prefectural Horyuji Kokusai High School）は、奈良県生駒郡斑鳩町高安2丁目に所在する県立高等学校。略称および通称は法国（ほうこく）。

## 概要
歴史教育・文化教育に積極的であった奈良県立斑鳩高等学校（以下、斑鳩高）の「まほろば創生・なら教育特区」指定を引き継ぎ、英語教育・国際教育と共に、歴史・文化教育にも重点を置く。例えば全学科における日本史の必修科目化や、歴史文化科の設置である。歴史文化科では、「奈良学」「調査研究」「斑鳩学」「シルクロード学」「世界遺産学」「考古学」などの学校設定の専門科目が置かれている。
また、英語教育などは奈良県立片桐高等学校（以下、片桐高）の影響もあり、総合英語科（2014年度入学者までは国際英語科・国際教養科）が置かれている他、交換留学や海外への語学研修、海外姉妹校との交流も行われる。国際英語科、国際教養科の専門科目では、「イマージョン英語」「異文化理解」「エッセイ・ライティング」「ENTAS（非学校教育英語）」などがある。

### スクール・ミッション
県立高等学校唯一のユネスコスクールとして、自ら学び、考え、実践できる次代の担い手となり、社会に貢献できる人間の育成

### 教育目標
1. 人間尊重の精神を基盤として、正義を愛し、誠実に、自ら学ぶ人間の育成。
2. 生命に対する共感と責任感に富み、創造力豊かで、自ら考える人間の育成。
3. 健康な身体、豊かな情操と知性を備え、気迫に満ち、自ら実践できる人間の育成。
4. 相互理解と敬愛の精神を培い、次代の担い手として、社会に自ら貢献できる人間の育成[3]。

### 教育方針
日本国憲法、教育基本法及び学校教育法に基づき、民主的で平和な社会の形成者として、新しい文化の創造に努めるとともに、国際社会に貢献できる、人間性豊かな有為の人材の育成を期して推進する。

#### アドミッション・ポリシー
以下のような生徒を積極的に受け入れる。
1. 学びの楽しみや学びの意義を見つけ、生涯学びつづけようとする生徒
2. 自他を敬愛し、未知なるものにチャレンジしようとする生徒
3. 自分の進路や夢を実現し、社会に貢献しようとする生徒[1]

#### カリキュラム・ポリシー
基本方針
1. すべての教育活動における「基礎・基本」の徹底を図り、社会生活を営む上で必要な「知識」を身に付け、進路実現に必要な「学力」を習得し、「自分の力で生き、社会を支える力」をもった生徒の育成を行う。
2. 「基礎・基本」の徹底のために、各教科・科目の「ねらい」を明確化し、基礎となるもの及び基本となるものを明らかにして、「学力」の向上を図る。
3. 各教科・科目の連携を図り、組織的・系統的な学習を行うとともに、学習内容や教材の精選に努め、指導方法の工夫を行い、効果的な学習指導を展開する。
4. 学習環境を整備し、学業規律の確立に努めるとともに、計画的な学習習慣が身に付くように生活面の指導充実を図る。

#### グラデュエーション・ポリシー
卒業までに、以下の資質・能力の育成を目指す。
1. 学びの楽しみや学びの意義を見つけ、生涯学びつづけることができる。
2. 自他を敬愛し、未知なるものにチャレンジできる。
3. 自分の進路や夢を実現し、社会に貢献できる[1]。

#### 校訓
校訓は「誠実」「創造」「気迫」「敬愛」であり、そこに込めた願いは、以下の通りである。
- 人間尊重の精神を基盤として、正義を愛し、誠実に、自ら学ぶ人間たれ。
- 生命に対する共感と責任感に富み、創造力豊かで、自ら考える人間たれ。
- 健康な身体、豊かな情操と知性を備え、気迫に満ち、自ら実践できる人間たれ。
- 相互理解と敬愛の精神を培い、次代の担い手として、社会に自ら貢献できる人間たれ[4]。

## 沿革

### 略歴
2005年（平成17年）4月に、斑鳩高と片桐高を統合する際、新設合併により設置された高等学校である。校地・校舎は斑鳩高のものを継承している。

### 年表
- 2005年（平成17年）4月1日 - 奈良県立法隆寺国際高等学校が開校。全日制課程4学科（普通科・歴史文化科・国際英語科・国際教養科）を設置[注釈 2]。校舎を含む校地は、斑鳩高等学校と共用。
- 2007年
  - 3月1日 - 斑鳩高等学校・法隆寺国際高等学校引き継ぎ式を挙行。
  - 3月31日 - 斑鳩高等学校および片桐高等学校を閉校、廃止。斑鳩高等学校の校舎・校地のすべてが移管される。斑鳩高等学校・片桐高等学校閉校後の証明書等の発行事務を継承。
- 2008年3月19日 - 2007年度英語教育優良学校 文部科学大臣表彰[5]。
- 2010年7月9日 - ユネスコスクールとなる[5]。
- 2015年4月1日 - 国際英語科と国際教養科が統合され、総合英語科に改編される[2]。

## 基礎データ

### 所在地
- 奈良県生駒郡斑鳩町高安2丁目1-1

### アクセス
- 奈良交通
  - 「法隆寺国際高校」停留所より約40m（徒歩約1分）
  - 「安富橋」停留所より北東へ約600m（徒歩約9分）
  - 「法起寺口」停留所より南西へ約800m（徒歩約12分）
- JR大和路線「法隆寺駅」より北東へ約1.6km（徒歩約22分）

### 象徴

#### 校章
日本を代表する花である桜に、法隆寺金堂を象形化した高の字を中央に配し、日本の歴史・文化を表現。また、学校の前を流れる富雄川を図案化し、周囲に配した。川は海へつながり、上部の空とともに世界に通じることを意味する。日本の歴史・文化を大切にしながら、外国の事を学び、英語を使って世界で活躍できる人材に育って欲しいとの願いを込める。

#### 校歌
作詞は初代校長（斑鳩高第9代校長）の谷垣暁弘、作曲は大藤友莉による。歌詞は2番まであり、校名は登場しない。

#### 制服
冬服
- 指定の紺色ブレザー型上着（3つボタンシングル）
- 指定のズボンまたはスカート
- 指定の白無地長袖カッターシャツまたはブラウス（ストライプ柄の前立）

夏服
- 指定のズボンまたはスカート
- 指定の白無地半袖カッターシャツまたはブラウス（ストライプ柄の前立）

## 設置する課程、学科及び定員
- 全日制課程
  - 普通科 - 600名（募集人員200名：一般選抜）

国際に関する学科
- - 歴史文化科 - 120名（募集人員40名：特色選抜）
  - 総合英語科 - 240名（募集人員75名：特色選抜；募集人員5名：帰国生徒等特例選抜；2015年度開設）

普通科については、文型・理型いずれかの類型の教育課程に、2年次より分かれる。

## 学校行事

### 文化祭
文化祭は「秋桜祭」と呼ばれ、毎年10月上旬の木曜日・金曜日の2日間に渡り開催される。開催前日は全日の準備期間がある。

## クラブ活動

### 部局
- 放送局

### 体育系クラブ
- ハンドボール部
- 女子バレーボール部
- 男子バレーボール部
- ソフトボール部
- レスリング部
- バスケットボール部
- 弓道部
- サッカー部
- ダンス部

『夏の日本高校ダンス部選手権』全国大会において、2015年優秀賞を受賞している。
- 剣道部
- バドミントン部
- ソフトテニス部
- 硬式野球部

斑鳩高の硬式野球部が、2003年（第75回）と2004年（第76回）と2年連続で、選抜高等学校野球大会に通算2回出場している（選抜大会の成績は通算1勝2敗）。全国高等学校野球選手権大会へはまだ出場経験が無い。2006年には「斑鳩・法隆寺国際」連合チームとして奈良大会の決勝戦に進んだが、天理高校に9回逆転でサヨナラ負けを喫し、選手権大会初出場（および連合チームによる史上初の甲子園出場）を逃している。
- セーリング部
- 陸上競技部

### 文化系クラブ
- 演劇部
- 茶道部
- 美術部
- UNESCO同好会
- 電気通信部
- 吹奏楽部
- 歴史研究部
- ESS部
- 書道部
- 写真部

## 高校関係者と組織

### 高校関係者組織
併合校の内1校の同窓会と存続校の同窓会は統合されておらず、両校の同窓会が並存している。
- 奈良県立法隆寺国際高等学校学校運営協議会 - 保護者、地域住民、校長、関係行政機関の職員の中から委嘱された委員による機関。学校運営及び当該運営への必要な支援に関して協議する。
- 奈良県立法隆寺国際高等学校 桜結会（おうゆうかい） - 卒業生による同窓会組織[7]
- 奈良県立片桐高等学校同窓会「桐生会」- 片桐高等学校卒業生による同窓会組織
- 奈良県立法隆寺国際高等学校育友会 - 生徒保護者による保護者会組織で、会員は入会金及び年会費を納入する。
- 奈良県高等学校PTA協議会 - 奈良県立教育研究所内に事務局を置くPTA協議会。奈良県立法隆寺国際高等学校育友会の会員をもって会員とし、会員は単位PTA分担金として会費を納入する。

### 高校関係者一覧

#### 著名な出身者
- 吉川奈央 - 奈良テレビ放送（TVN）のアナウンサー

## 対外関係

### 海外姉妹校
- マウント・リリーデール・マーシー・カレッジ（英語版） - 1996年11月15日、姉妹校提携締結[8]
- ギムナジウム・エルネスティウム・リンテルン（英語版） - 2017年8月8日、姉妹校提携締結[9]